# 解放广场 (石家庄市)

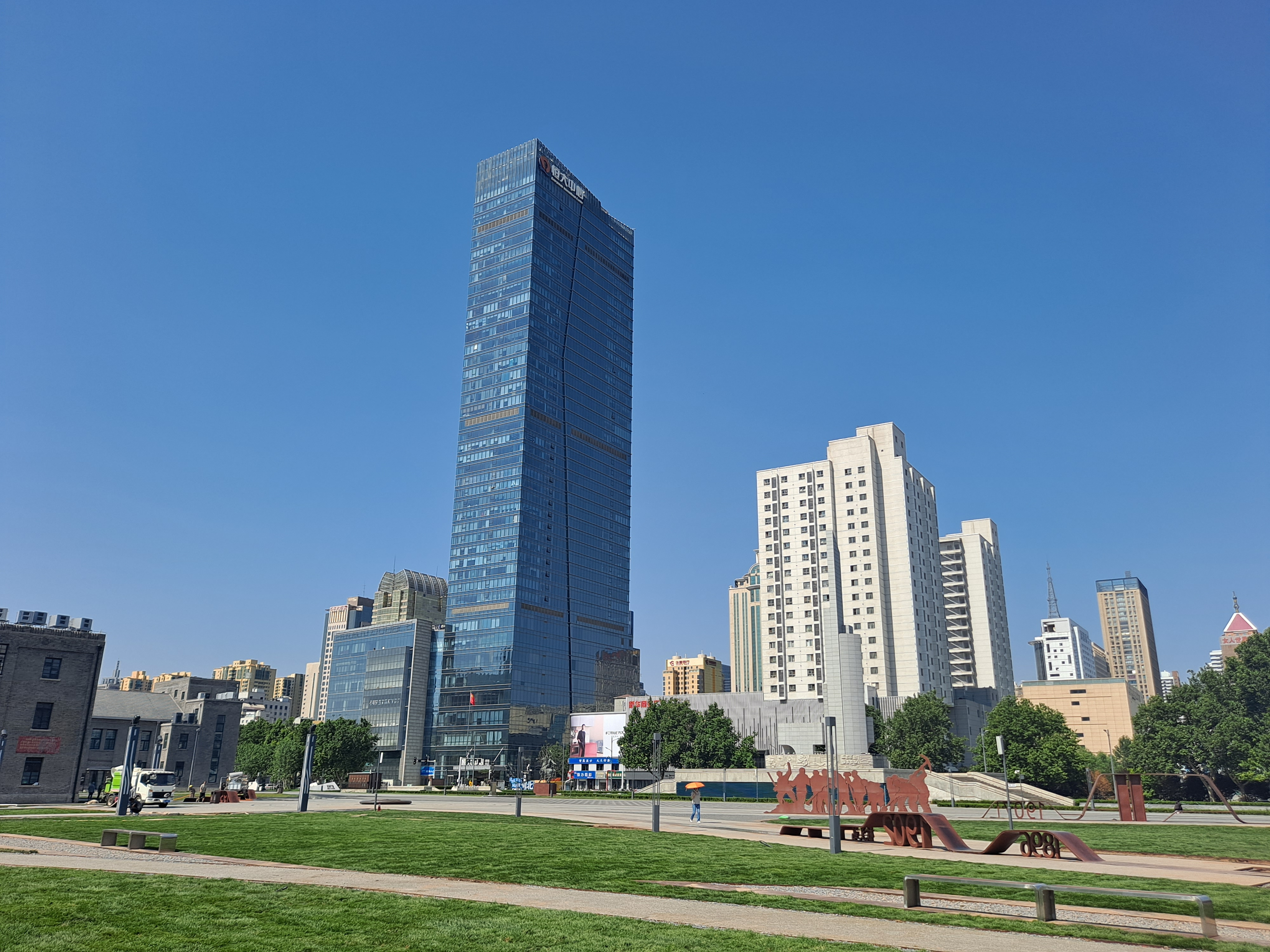
石家庄解放广场

解放广场是一处位于河北省石家庄市的城市广场。该广场地处石家庄市中心，紧邻石家庄解放纪念馆、石家庄解放纪念碑和大石桥所在地，是石家庄市的重要市民公共空间。